# Haliplus fluviatilis
Haliplus fluviatilis ist ein Käfer aus der Familie der Wassertreter (Haliplidae). 

## Merkmale
Die Käfer erreichen eine Körperlänge von 2 bis 3 Millimetern. Ihr Körper ist länglich oval und rostgelb bis rostrot gefärbt. Die Deckflügel sind hinter den Schultern am breitesten, sind nach hinten jedoch allmählich gerundet verjüngt. Sie tragen schwarze, zum Teil unterbrochene Streifen auf den Punktreihen, die mehrmals unterbrochen oder verkürzt sind. Selten sind diese Streifen auch verbreitert und fließen ineinander über, Quermakel fehlen. Die Deckflügel sind beim Männchen glänzend und am Grunde glatt, bei den Weibchen sind sie an der hinteren Hälfte sehr fein chagriniert und deshalb nicht glänzend. Der Prosternalfortsatz zwischen den Hüften der Vorderbeine ist flach. Ebenso ist der Prothorax flach. 

## Vorkommen und Lebensweise
Die Art ist in Nord- und Mitteleuropa und Sibirien verbreitet. Sie kommt im Norden bis Dänemark und den Süden Schwedens und Finnlands vor, im Süden erstreckt sich die Verbreitung von Nordspanien über Frankreich, Norditalien und die Balkanhalbinsel. Sie ist in Deutschland weit verbreitet und nicht selten bis häufig, in Österreich ist sie seltener. Die Tiere leben in sauberen, stehenden und langsam fließenden Gewässern.